# Ночь перед экзаменом — сегодня
«Ночь перед экзаменом — сегодня» — итальянская молодёжная комедия режиссёра Фаусто Брицци. Премьера состоялась 14 февраля 2007 года. Фильм получил десятки наград (в том числе премию TLR), режиссёр получил за этот фильм серебряную ленту в номинации «Личность года».
В отличие от фильма Ночь перед экзаменом, в котором действия фильма происходит в 1989 году, в этом фильме действия переносятся в 2006 год.

## Сюжет
Лука Молинари готовится к сдаче выпускных экзаменов. Однажды, идя по улице, он наталкивается на толпу, которая начинает драться подушками, и там встречает Аццуру, в которую влюбляется. Они начинают проводить вместе время, и экзамены переходят на второй план. Аццура работает в дельфинарии, когда ей поступает предложение работать в другом городе. Ничего не сказав Луке, она уезжает. Но ему удаётся встретить её в поезде. Эту ночь он проводит вместе с ней и уезжает в другой город, но утром ему нужно вернуться в Рим, ведь именно в этот день у него выпускные экзамены.

## В ролях
- Николас Вапоридис — Лука Молинари
- Каролина Крешентини — Аццура Де Анджелис
- Джорджо Панариелло — Паоло Молинари
- Paola Onofri — Антонелла Молинари
- Серена Аутьери — учительница Элизабет Полинари
- Эрос Гальбиати — Ричард
- Андреа Де Роза — Масси
- Сара Маэстри — Аличе
- Кьяра Масталли — Симона
- Армандо Пиццути — Филипп
- Франко Интерленги — Луис (дедушка)

## Интересные факты
- Фильм является одним из ярких примеров использования в Италии скрытой рекламы[1].

## Саундтрек
- Finley — Diventerai una star
- Finley — Dollars & Cars
- Luca Carboni — Malinconia
- Julieta Venegas — Limon Y Sal
- Queen — We Are the Champions
- Queen — Don’t Stop Me Now
- The Fratellis — Chelsea Dagger
- The Feeling — Rose
- The Feeling — Strange
- The Pipettes — Pull Shapes
- Flanders — By My Side
- Alexia — Happy
- Gemelli Diversi — Ancora un po' (inedito)
- The Fratellis — Henrietta